# Stade du Thillenberg
Stade du Thillenberg is een voetbalstadion in Differdange, in het zuidwesten van  Luxemburg. 
De voetbalploeg van FC Differdange 03 speelt zijn thuiswedstrijden hier af. Tot 2003 speelde Red Boys Differdange in het stadion. Het heeft een capaciteit van 7.150.  